# Opel Senator
Opel Senator — западногерманский автомобиль E-класса, выпускавшийся подразделением корпорации General Motors Opel с 1978 по 1993 год. Opel Senator был европейским флагманом корпорации GM и занимал в модельном ряду позицию на ступеньку выше модели Opel Rekord, а с 1986 года — на ступеньку выше модели Opel Omega. На базе модели Senator первого поколения выпускался автомобиль с кузовом купе Opel Monza.

## Senator A

### Senator A1 (1978-1982)
Впервые Opel Senator A был показан широкой публике на Франкфуртском автосалоне в сентябре 1977 года, а уже в феврале 1978 года началось серийное производство. Senator стал флагманской моделью Opel, сменившей в модельном ряду Opel Diplomat. Senator A представлял собой версию Opel Rekord E с несколько удлинённой колёсной базой, на которую устанавливалась линейка шестицилиндровых двигателей. Передняя подвеска типа МакФерсона, а сзади - независимая подвеска с косыми рычагами.

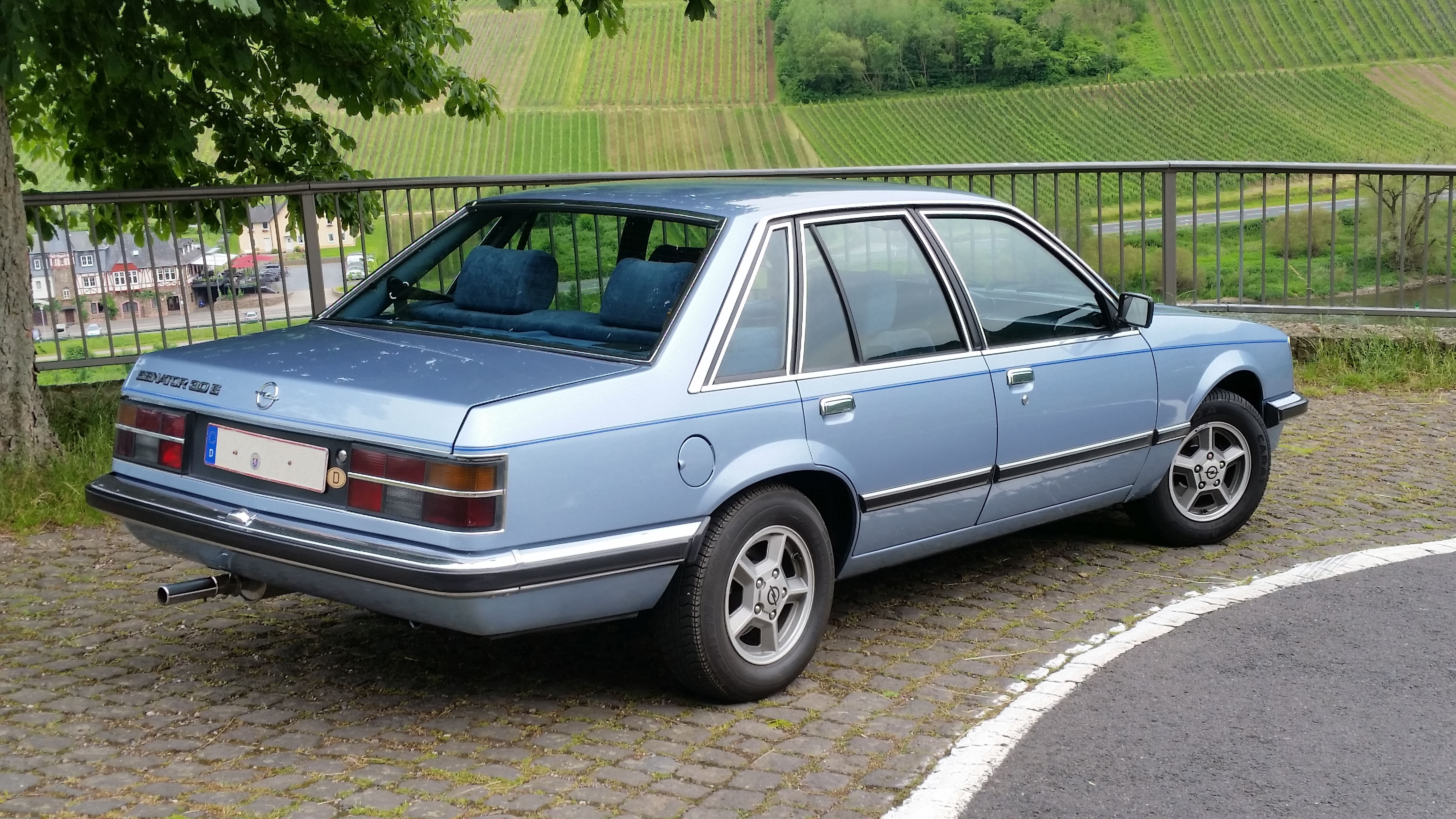
Opel Senator A1 вид сзади

Главным внешним отличием было наличие четырёх боковых стёкол вместо трёх на модели Rekord. На платформе Senator выпускалась также модель Opel Monza, которая отличалась от Senator трёхдверным кузовом фастбэк. На Monza устанавливались те же двигатели и комплектации, что и на Senator.
Спереди Senator выделяется массивной радиаторной решёткой, крупными фарами и мощным бампером с молдингом, а сзади был сделан своеобразный блок светотехники и большая крышка багажника.
Салон мог иметь красную, зелёную, бежевую, синюю или чёрную обивку. В зависимости от комплектации щиток приборов может быть традиционным — аналоговым и электронным.
Очень быстро Senator занял прочные позиции в немецком бизнес-классе: он мог конкурировать с Mercedes-Benz S-класса, BMW 6-й и 7-й серии. Однако грянувший в 1979 году второй нефтяной кризис, который заставил большинство владельцев автомобилей с двигателями большого объёма перейти на более экономичные автомобили. Всё это в итоге привело к снижению продаж Senator. 
В Великобритании модель продавалась под названием Vauxhall Royale (Monza — Vauxhall Royale Coupé). В ЮАР те же автомобили изначально продавались как Chevrolet Senator, а после 1982 года — уже как Opel. В Южной Корее выпускался под названием Daewoo Imperial и Daewoo Prince.

### Комплектации
В комплектацию «C» входили вставки под дерево на приборной панели и дверных картах, а также велюровая отделка сидений с чехлами, которые также использовались в комплектации «Berlina» на Record и Commodore. Тахометр, а также вольтметр и лампа давления масла, как 14-дюймовые литые диски «Ronal», узкие декоративные молдинги по бокам были стандартными. 
В более дорогую комплектацию «CD» входила регулируемая по высоте рулевая колонка, кондиционер, электрические стеклоподъёмники, центральный замок, обогрев передних сидений, дворники и стеклоочистители на фарах, кассетной стереосистемой. Эта комплектация продавалась только с двигателем 3,0 л.
Также существовала комплектация «S», которая отличалась чёрной решёткой радиатора вместо хромированной, дополнительными контрольными лампами на приборном щитке, более жёсткой подвеской и шильдиком с буквой «S» на передних крыльях.

### Двигатели
Линейка двигателей в первые годы выпуска модели включала двигатели объёмом 2,8 и 3,0 л. Двигатель 2,8 S, раннее устанавливаемый на Admiral и Diplomat, был модернизирован до 103 кВт (140 л. с.) и оснащён двухкамерным карбюратором Solex. Новый 3,0 E выдавал 180 л. с. (132 кВт; 178 л. с.) и 248 Нм с инжекторной системой впрыска топлива Bosch-LE-Jetronic. Примечательно, что в стандартной комплектации устанавливалась только трёхступенчатая автоматическая коробка передач THM-180, производившаяся с 1969 года на заводе в Страсбурге. Механические 4-х и 5-ступенчатые коробки передач были доступны только под заказ.  
В 1985 году была построена ограниченная серия (700 автомобилей) Senator с 2,3-литровым дизельным двигателем с наддувом (70 кВт / 95 л. с.). Дизельный двигатель устанавливался только в паре с пятиступенчатой механической коробкой передач.

### Тормоза
На Senator устанавливались дисковые тормоза на все четыре колеса. Тормозные диски были литые и легкосплавные (вентилируемые спереди). В целом, тормозная система оказалась очень эффективной на столь большом автомобиле, во многом благодаря применению с 1983 года ABS.

### Senator A2 (1983-1987)
Рестайлинговый Senator A (более известный как А2) и Monza A2 появились в марте 1983 года. Внешние изменения при рестайлинге включали установку более крупных фар изменённой формы и матовую чёрную отделку вместо хромировки. Передняя часть автомобиля была максимально унифицирована с Record E2. За счёт этого кузов стал более обтекаемым: его коэффициент аэродинамического сопротивления был снижен с 0,45 до 0,36. Задние стоп-сигналы были объединены в единый блок по американской моде 1980-х годов, а место под номерной знак было перенесено на бампер.

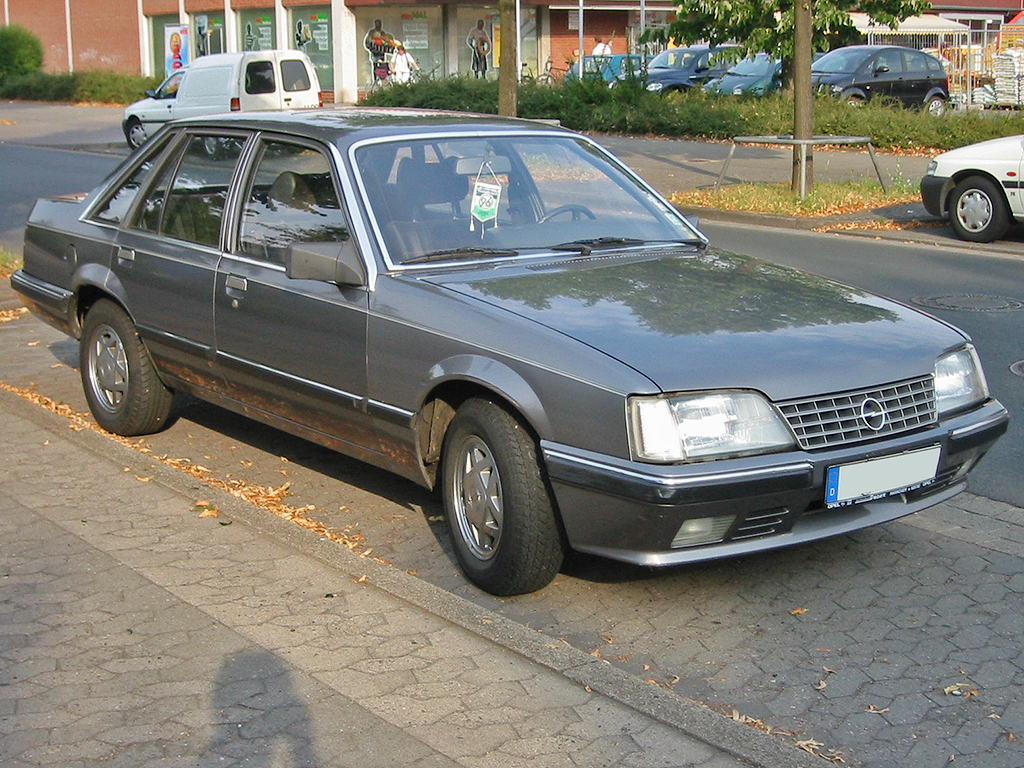
Opel Senator А2 (1982-1986)
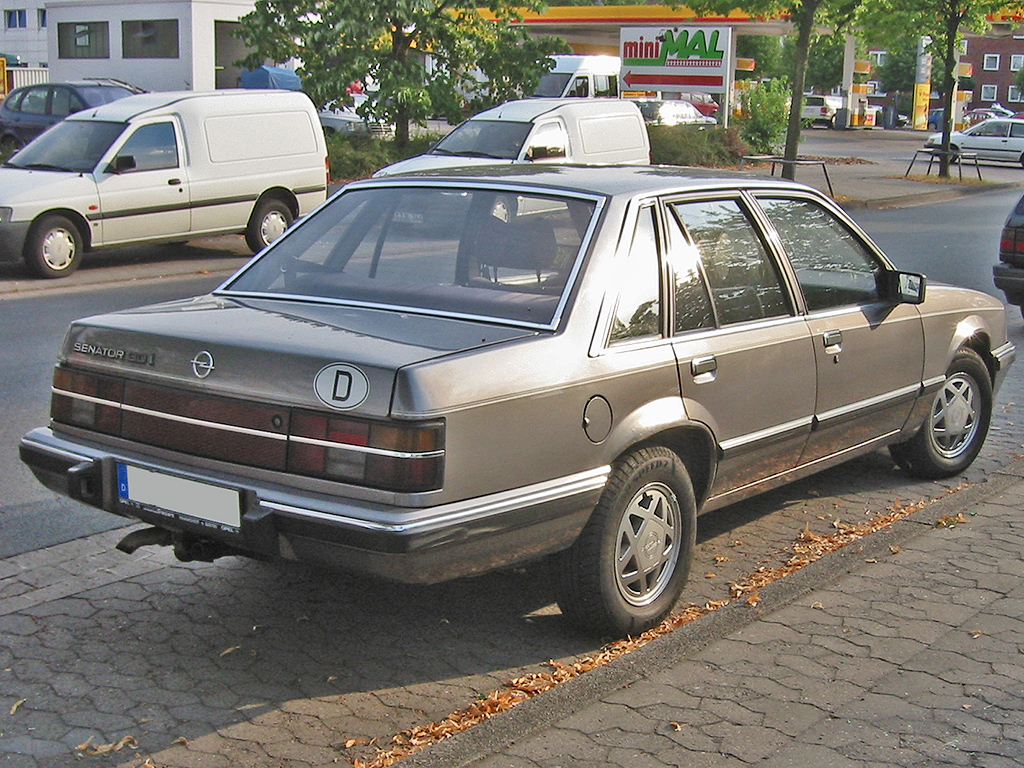
Вид сзади
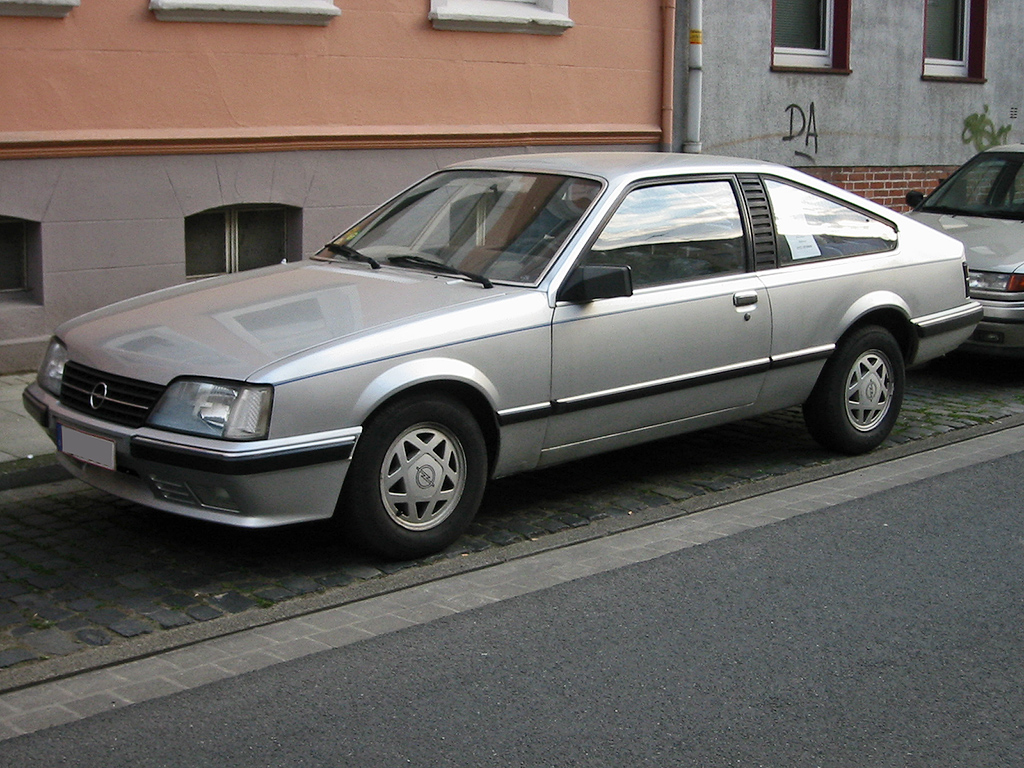
Opel Monza E (1982-1986)
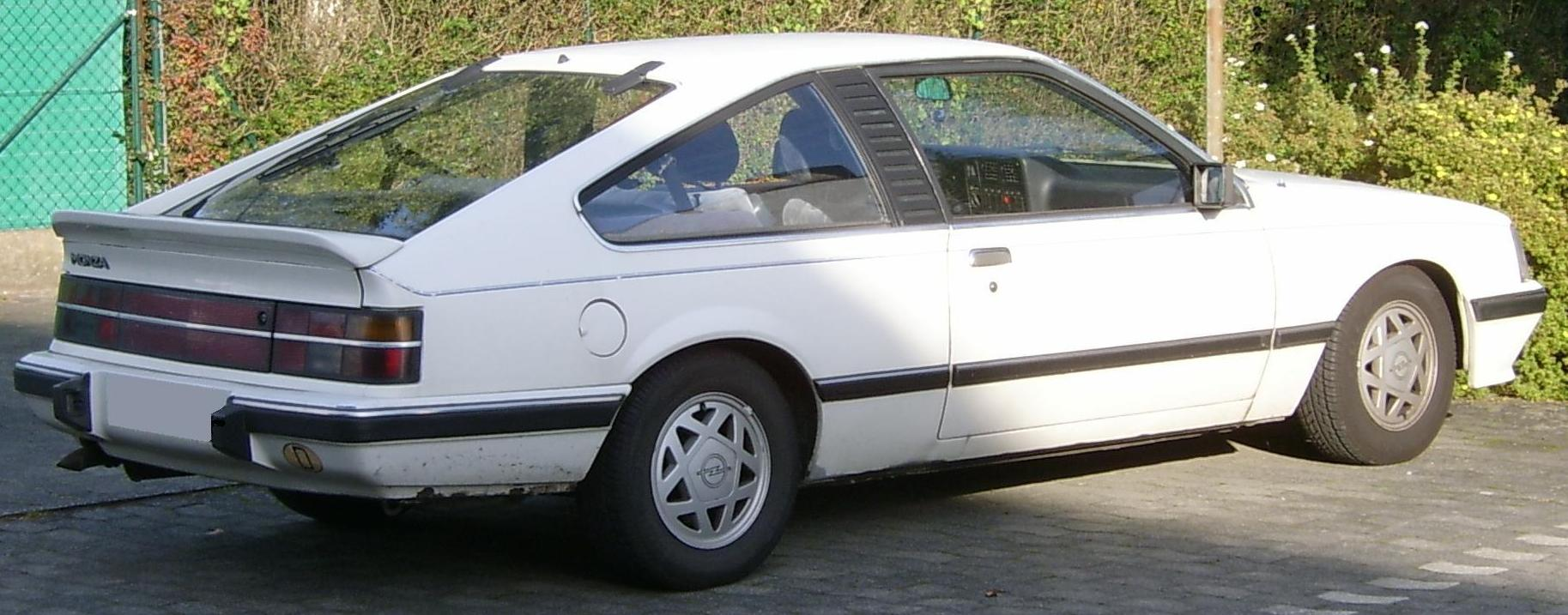
Вид сзади

Стали доступны четырёхцилиндровые двигатели модели Rekord объёмом 2,0 и 2,2 литра. Шестицилиндровый двигатель объёмом 2,5 литра, 2.5E, получил систему впрыска топлива Bosch. Производство 2,8-литрового двигателя 2.8S было прекращено, трёхлитровый 3.0E также получил систему впрыска Bosch.
На базе Monza этого поколения выпускалась спортивная модификация Monza GSE, имевшая спойлер на багажнике, сидения Recaro, цифровую комбинацию приборов и чёрный интерьер с улучшенным оформлением.
Всего было выпущено 47 008 автомобилей модели Monza. Адекватной замены для этой модели после снятия её с производства не последовало, хотя концептуально её продолжением можно считать Lotus Carlton/Lotus Omega. Следующим же Опелем с кузовом купе стала более компактная модель Opel Calibra. Было выпущено 129 644 Opel Senator A1 и ещё около 60 000 модификации A2.

## Senator B
Opel Senator B был представлен в мае 1987 как преемник для Senator A, а уже в сентябре началось серийное производство. Senator B представлял собой версию Opel Omega A с изменённой задней частью кузова. Senator B отличался от Omega A, в частности, большой решётка радиатора, круглыми колёсными арками, большими боковыми треугольными окнами и т.д. 
От Omega A автомобиль получил и подвеску, однако на Senator B она имела лучшую плавность хода. Для этого подвеска была оснащена передним и задним стабилизаторами поперечной устойчивости, задняя подвеска дополнительно была оснащена специальными тягами, регулирующими схождение колёс.
У этих моделей был более просторный салон и широкие удобные сиденья. Щиток приборов был полностью электронным, а сиденья имели регулировку высоты, расположения подушки, наклона спинки, а также угла боковой и поясничной поддержки.
В Англии Senator B по-прежнему продавался под названием Vauxhall Senator. В Австралии на его базе выпускался автомобиль Holden Commodore VN.

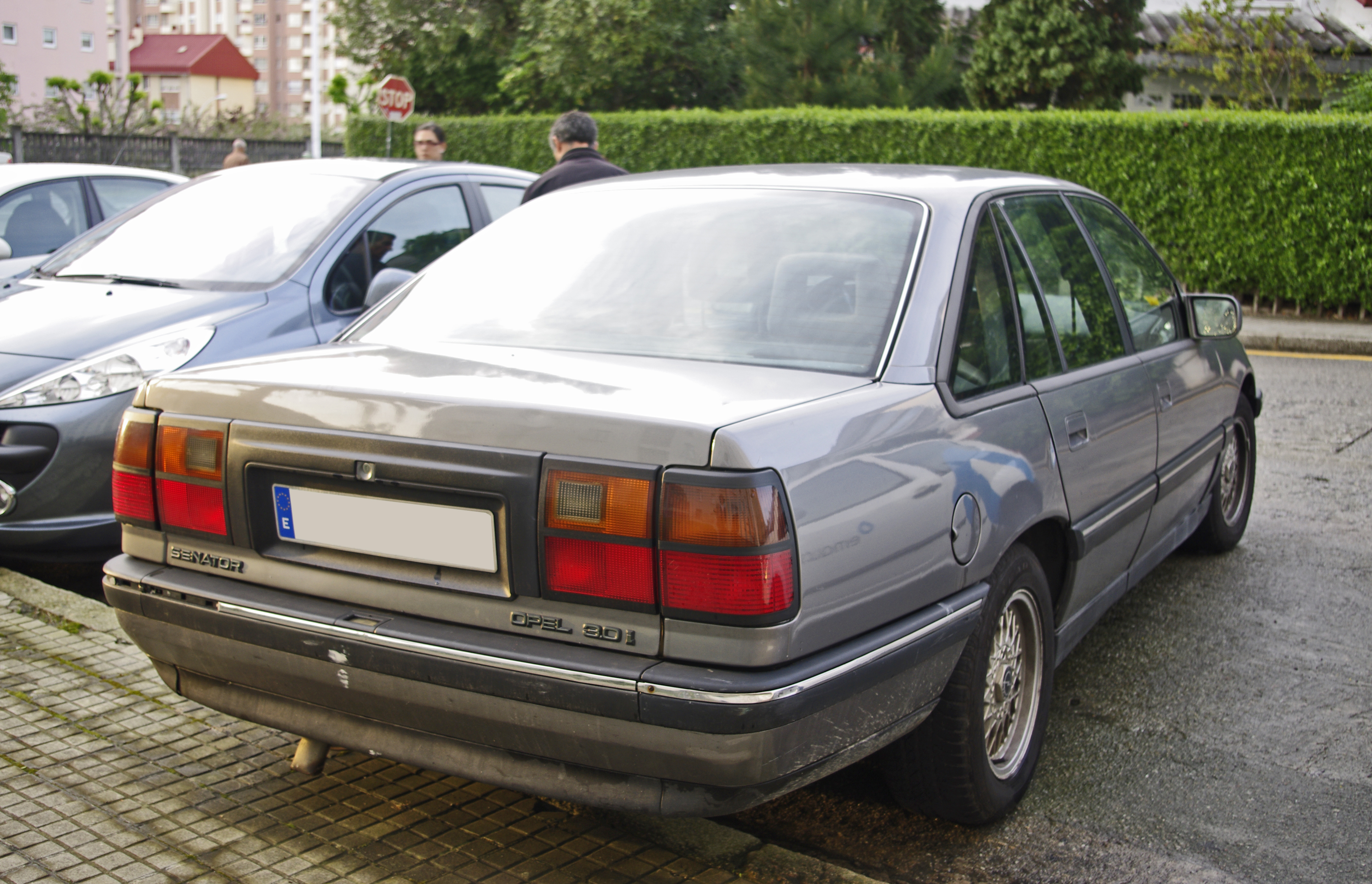
Вид сбоку

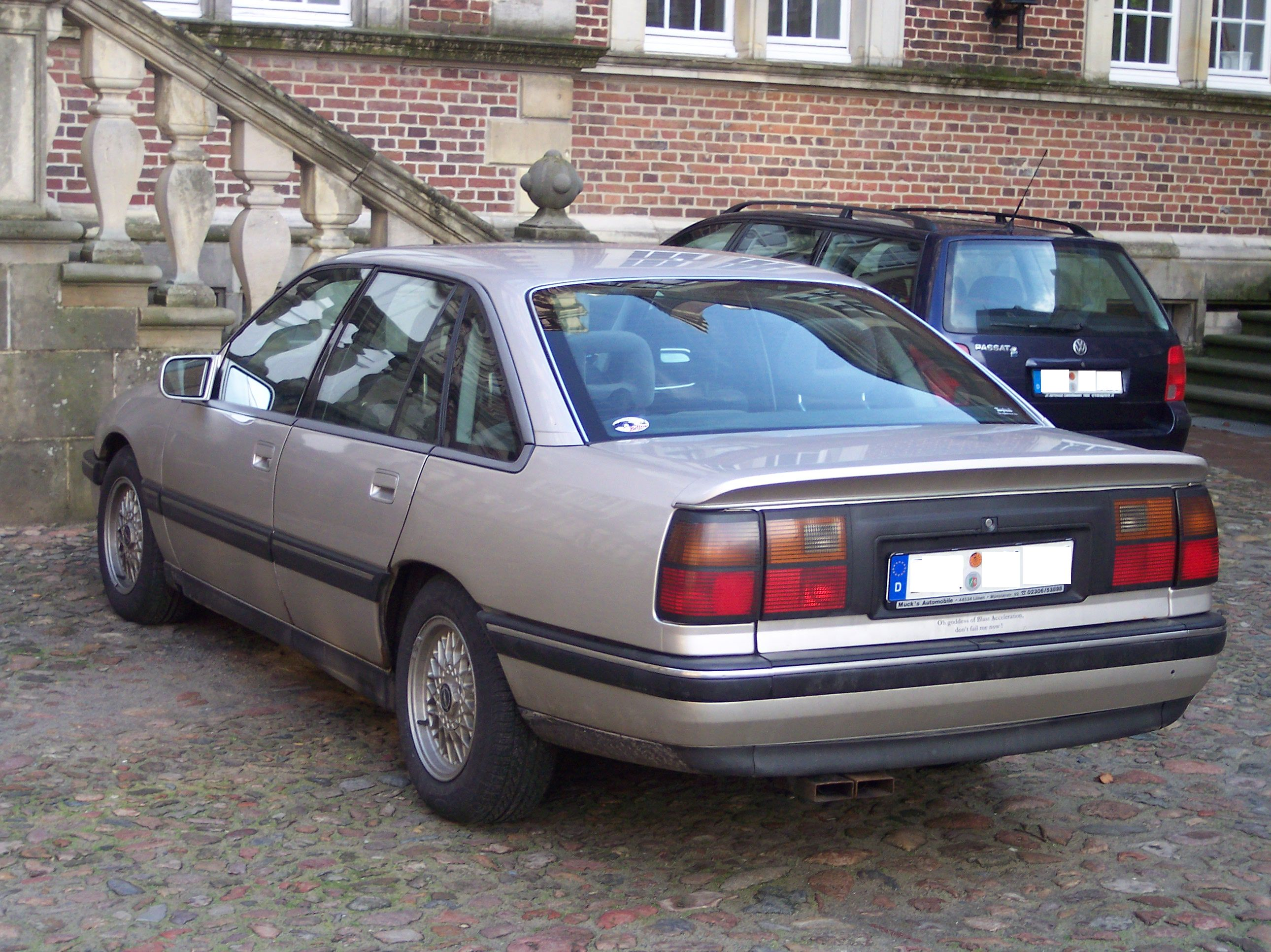
С осени 1989 года на Senator B появился задний спойлер и затемнённые задние фонари

### Двигатели
В начале производства были двигатели от Senator A2 25NE (140 л.с.) и 30NE (177 л.с.) с Bosch LE2-Jetronic с системой рециркуляцией выхлопных газов, но ещё без каталитического нейтрализатора. В дополнение к этому был C30LE (156 л.с.) с современным Bosch Motronic ML 4.1 с функцией самодиагностики и аварийного управления для приготовления смеси и контроля зажигания. 
С весны 1988 года появился новый двигатель C30NE (177 л.с.), который представлял собой обновлённую версию двигателя C30LE. С 1989 года появился более современный 24-клапанный DOHC I6 С30SE (204 л.с.). В Великобритании эта модификация часто использовалась полицией. 
Впоследствии 25NE так же был заменён на 12-клапанный C26NE. Как 2.6, так и 24-клапанный 3.0-литровый двигатели имели систему двухканальной архитектуры памяти ОЗУ, увеличивавшую крутящий момент на небольших оборотах.
Senator выпускался с пятиступенчатой механической или четырёхступенчатой автоматической коробками передач. Коробка передач имела встроенную систему диагностики и программу для аварийного режима работы (позже на автомобилях Lexus и Volvo будут применяться схожие коробки передач).

### Комплектации
Базовое оснащение Senator B включало в себя передовой в то время электрогидравлический усилитель руля «Servotronic» – элемент рулевого управления автомобиля, создающий дополнительное усилие при вращении рулевого колеса водителем. Принцип технологии заключался в том, что датчики считывают данные о скорости движения, угле поворота руля относительно колёс. Собранные данные поступают в электронный блок, где интерпретируются в инструкции для рабочих механизмов. Помимо этого, штатно устанавливалась стереосистема, цифровой приборный щиток, круиз-контроль, электростеклоподъёмники и система автоматического управления подвеской.
Престижная комплектация «CD» оснащалась 3-литровым двигателем, кондиционером, бортовым компьютером, круиз-контролем и задней подвеской с технологией автоматического поддержанием дорожного просвета. Также за дополнительную плату мог устанавливаться кожаный салон.
В стандартной комплектации Senator B производился с 5-ступенчатой механической коробкой передач. На заказ была доступна 4-ступенчатая АКПП с электронным управлением с тремя режимами работы: Power, Economy и Winter. 
Годовой объём производства постоянно снижался: с 14007 в 1990 году до 2688 автомобилей в 1993 году. Осенью 1993 года модель была снята с производства без прямой замены в модельном ряду. Всего было выпущено около 70 000 экземпляров. Автомобили этого класса Opel больше не производил и вообще ушёл из премиального сегмента, оставив в качестве флагмана линейки модель бизнес-класса Opel Omega B.